# Карма (фільм)
«Карма» (тай. อาปัติ, Apatti) — таїландський драматичний фільм, знятий Каніттою Квану. Прем'єра стрічки в Таїланді відбулась 16 жовтня 2015 року. Фільм розповідає про хлопця, батько якого змушує сина стати монахом. Але хлопець заводить близькі стосунки з сільською дівчиною.
Фільм був висунутий Таїландом на премію «Оскар» за найкращий фільм іноземною мовою.

## У ролях
- Плой Сорнарін
- Пімпан Чалайкупп
- Сорапонг Чатрі
- Данай Джаруджинда
- Джо Таслім